# گوریفسک، اوبلاست کمروو
شهر گوریفسک، اوبلاست کمروو (به روسی: Гурьевск) در کشور روسیه و در اوبلاست کمروو واقع شده‌است.